# Amaicha del Valle

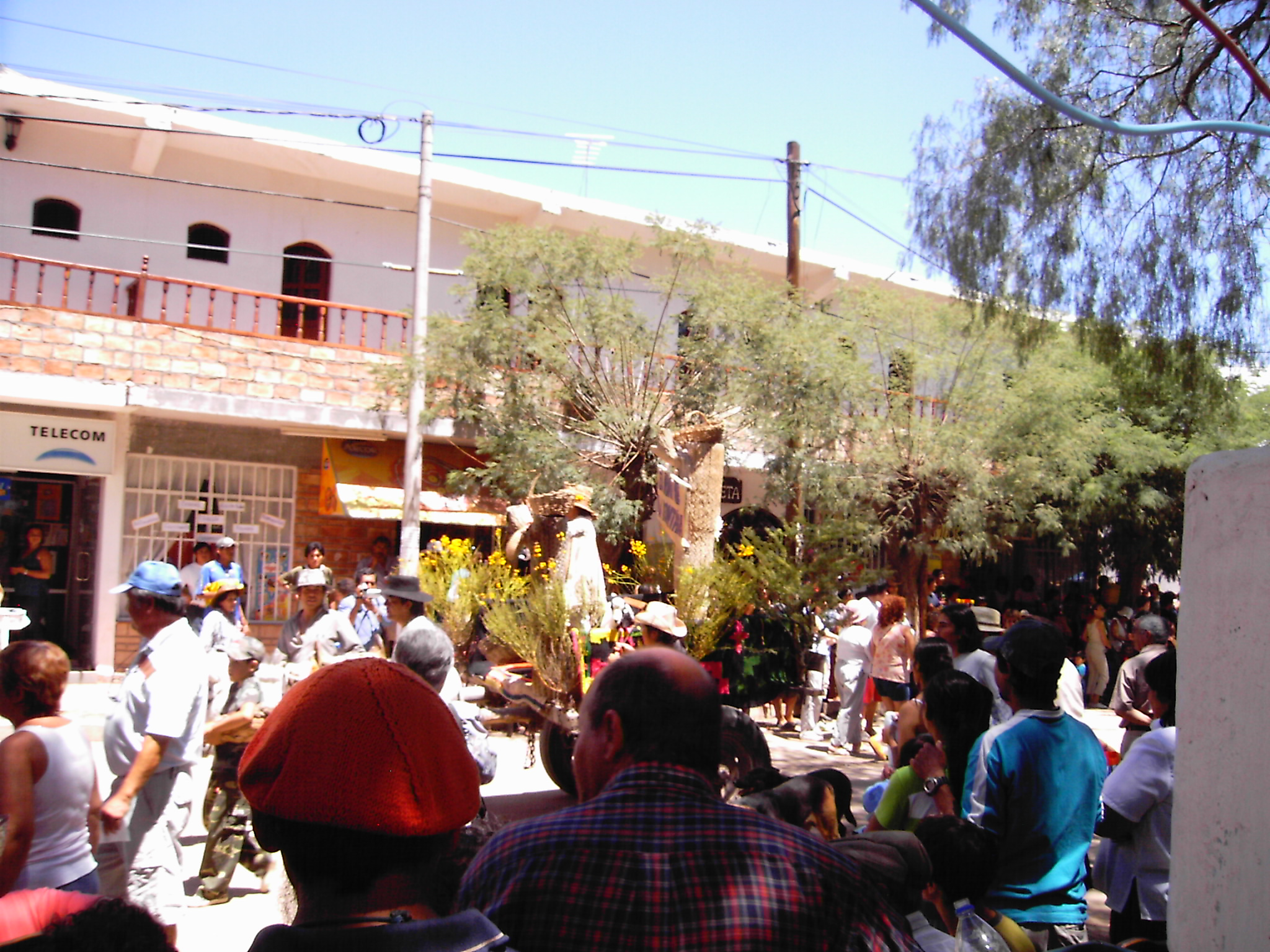
Festividad en honor a la Pachamama, año 2007.

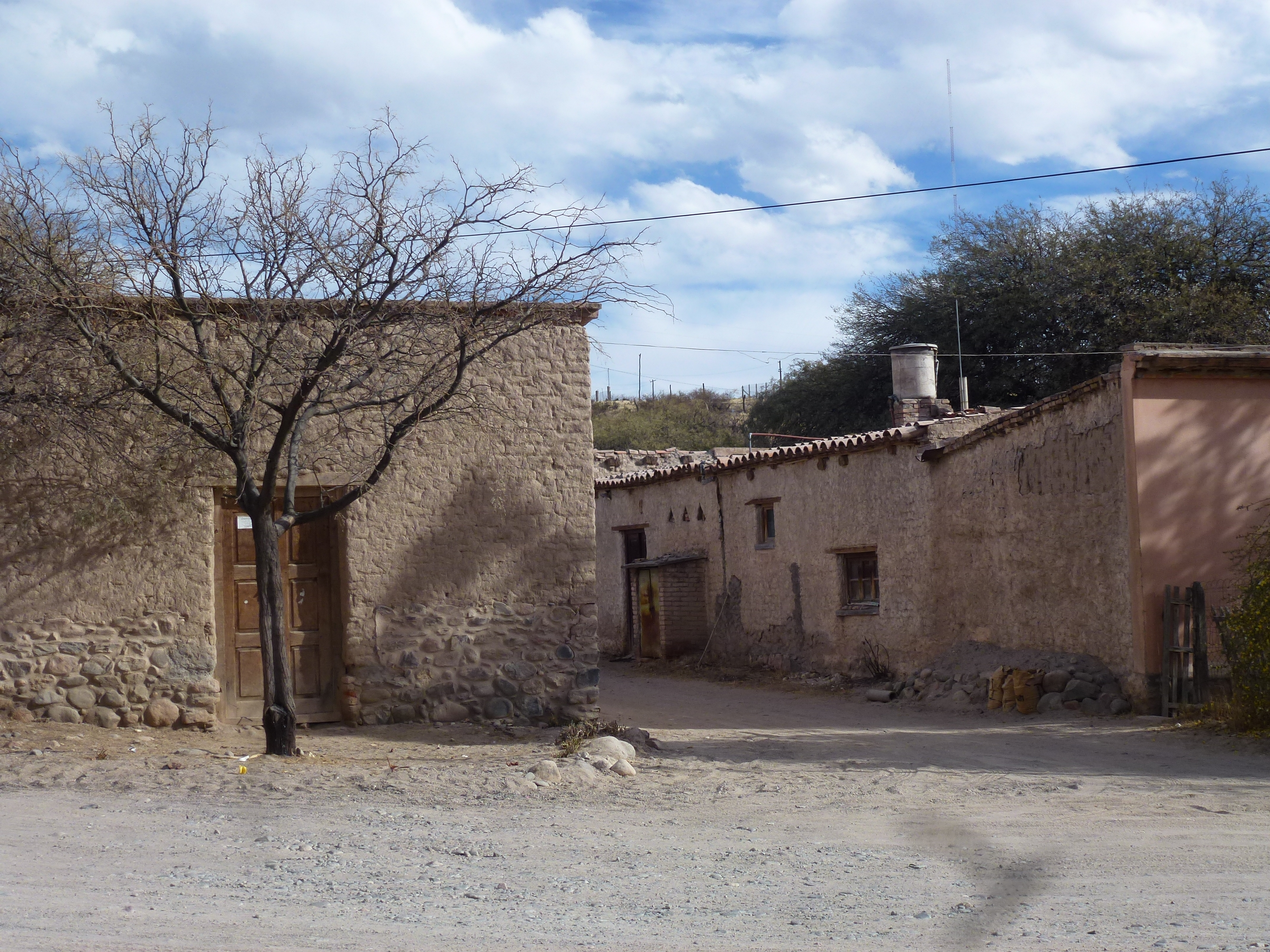
Antiguas viendas de adobe.

Amaicha del Valle es una comunidad del pueblo calchaquí que fundamenta su condición de tal invocando la Cédula Real de 1716, ya que los calchaquíes de la tribu amaicha no adhirieron a las guerras calchaquíes contra los españoles. Como pueblo originario, tiene sus instituciones ancestrales, tales como el Cacicazgo y el Consejo de Ancianos. También tiene un extenso territorio que, en la actualidad cubre desde el Abra del Infiernillo, continuando por las Cumbres Calchaquíes hacia el Norte, hasta el cerro Pabellón y, en dirección oeste, hasta la ribera este del Río Santa María.
El estado de la provincia de Tucumán tiene presencia en el territorio Amaicha a través de diversas instituciones, entre otras la Comuna Rural de Amaicha del Valle.
Está ubicada en el departamento Tafí del Valle, en el noroeste de la provincia de Tucumán, Argentina, a 164 km de la capital provincial, San Miguel de Tucumán y a 57 km de la cabecera departamental Tafí del Valle.
Se comunica con la ciudad de San Miguel de Tucumán por las RN 38 y RP 307.
Se encuentra al este de la RN 40, desde la que se accede de dos maneras: por el norte a través de RP 357 (14 km), o por el sur a través de RP 337 desde la ciudad de Santa María, en la provincia de Catamarca (20 km).

## Geografía
Está situada en el sector correspondiente a la provincia de Tucumán de los Valles Calchaquíes, a una altitud de 2000 m s. n. m.

### Población
Cuenta con 1,327 habitantes (Indec, 2010), lo que representa un incremento del 16% frente a los 1,139 habitantes (Indec, 2001) del censo anterior.
| Gráfica de evolución demográfica de Amaicha del Valle entre 1991 y 2010 |
|                                                                         |
| Fuente: Censos nacionales del INDEC                                     |

### Sismicidad
La sismicidad del área de Tucumán (centro norte de Argentina) es frecuente y de intensidad baja, y un silencio sísmico de terremotos medios a graves cada 30 años.
- Sismo de 1861: aunque dicha actividad geológica catastrófica, ocurre desde épocas prehistóricas, el terremoto del 20 de marzo de 1861 (164 años) con 12.000 muertes,[2] señaló un hito importante dentro de la historia de eventos sísmicos argentinos ya que fue el más fuerte registrado y documentado en el país. A partir de éste la política de los sucesivos gobiernos del norte y de Cuyo han ido extremando cuidados y restringiendo los códigos de construcción.[1] Y con el terremoto de San Juan de 1944 del 15 de enero de 1944 (81 años) los gobiernos tomaron estado de la enorme gravedad crónica de sismos de la región.
- Sismo de 1931: de 6,3 de intensidad, que destruyó parte de sus edificaciones y abrió numerosas grietas en la zona[2][1]

## Toponimia
En la lengua original Amaicha se pronuncia sin acentuar.

## Historia

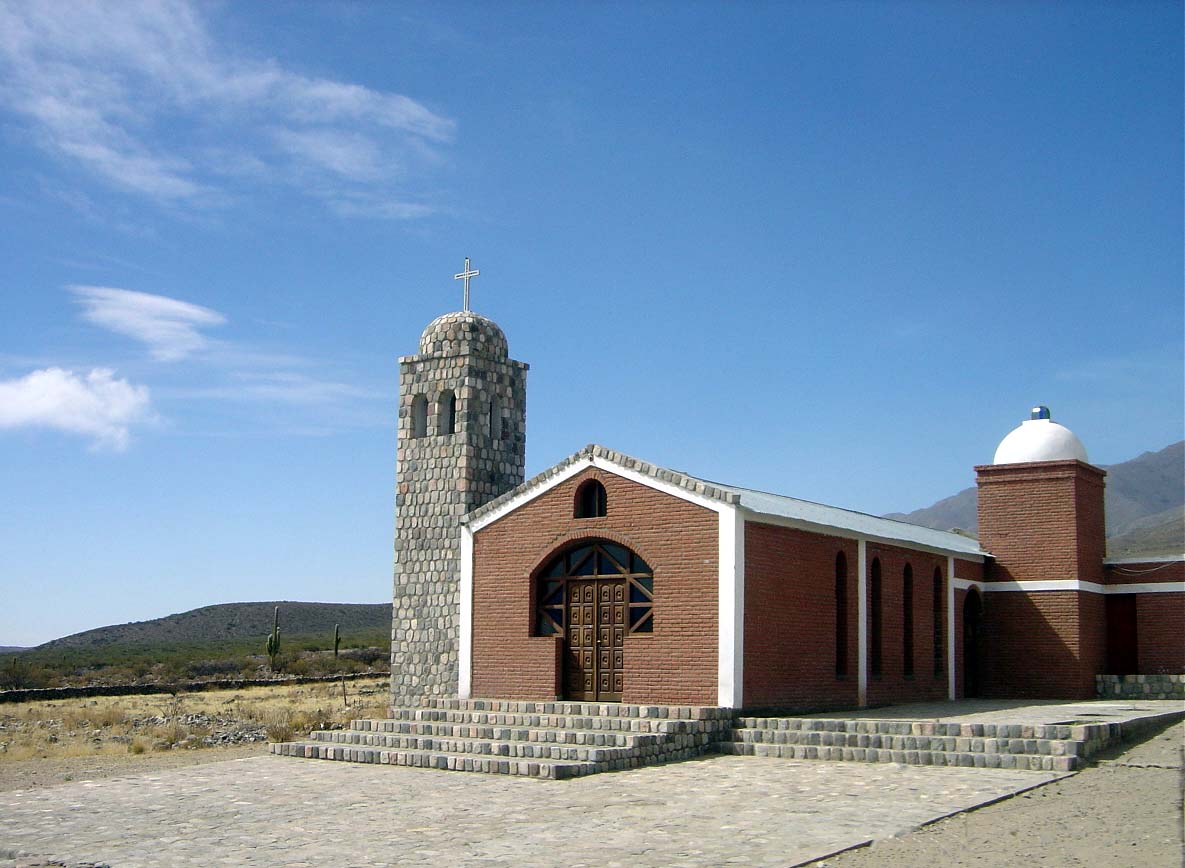
Amaicha del Valle.

El poblamiento originario supera los 7 milenios, hace 2300 años se establecieron pueblos agricultores y recolectores probablemente antecedentes de la cultura Tafí.
A mediados del siglo XVI iniciaron su presencia los conquistadores, pero la ocupación española sobre el valle no pudo consolidarse inmediatamente ante la resistencia ofrecida por los calchaquíes sin embargo los amaicha no adhirieron finalmente a la resistencia y esto hizo que los españoles vencedores les permitieran a los amaichas mantenerse en sus territorios ancestrales.  
En 1716 los españoles firman la Cédula real de 1716 reconociendo a los pueblos originarios como poseedores de las tierras (Ver texto aquí)

## Clima y ecología

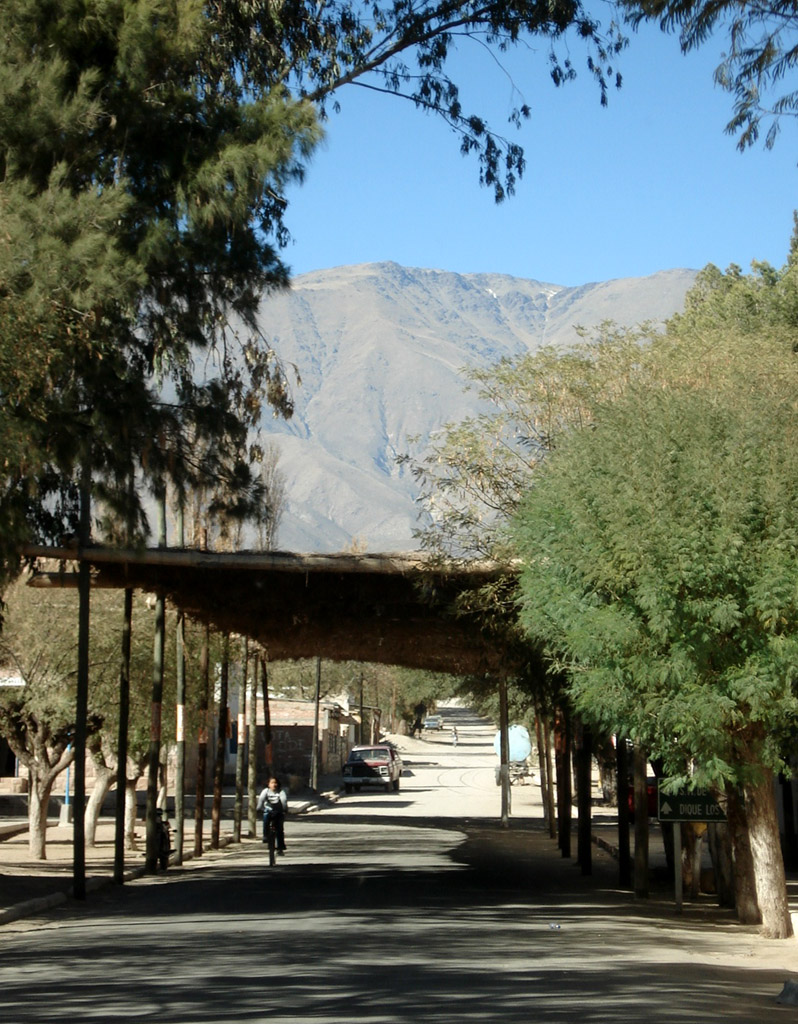
Amaicha del Valle: calle de la villa.

Debido a la altitud, el clima predominante es el árido y seco -con nevadas invernales-, el sector oriental del valle, precisamente en donde se encuentra la ciudad de Tafí del Valle, es húmedo con un bioma de pradera en la que predominan los céspedes, gramíneas y se dan bosquecillos de coníferas, caducifolias y molles. Hacia el oeste la humedad va disminuyendo lo que da lugar a la presencia esporádica de cactáceas como los cardones. El contraste es netamente espectacular en el punto llamado Abra del Infiernillo, allí se observan inmediatamente al oeste los semidesiertos y desiertos y al este las semperverentes praderas, bosques, selvas cubiertas por abundantes nubes.

En la ciudad de Tafí del Valle las temperaturas máximas promedio de verano (en enero) son de 26 °C, las temperaturas máximas promedio invernales (en julio) son de sólo 16 °C siendo frecuentes durante el invierno las temperaturas de - 5 °C.

## Economía

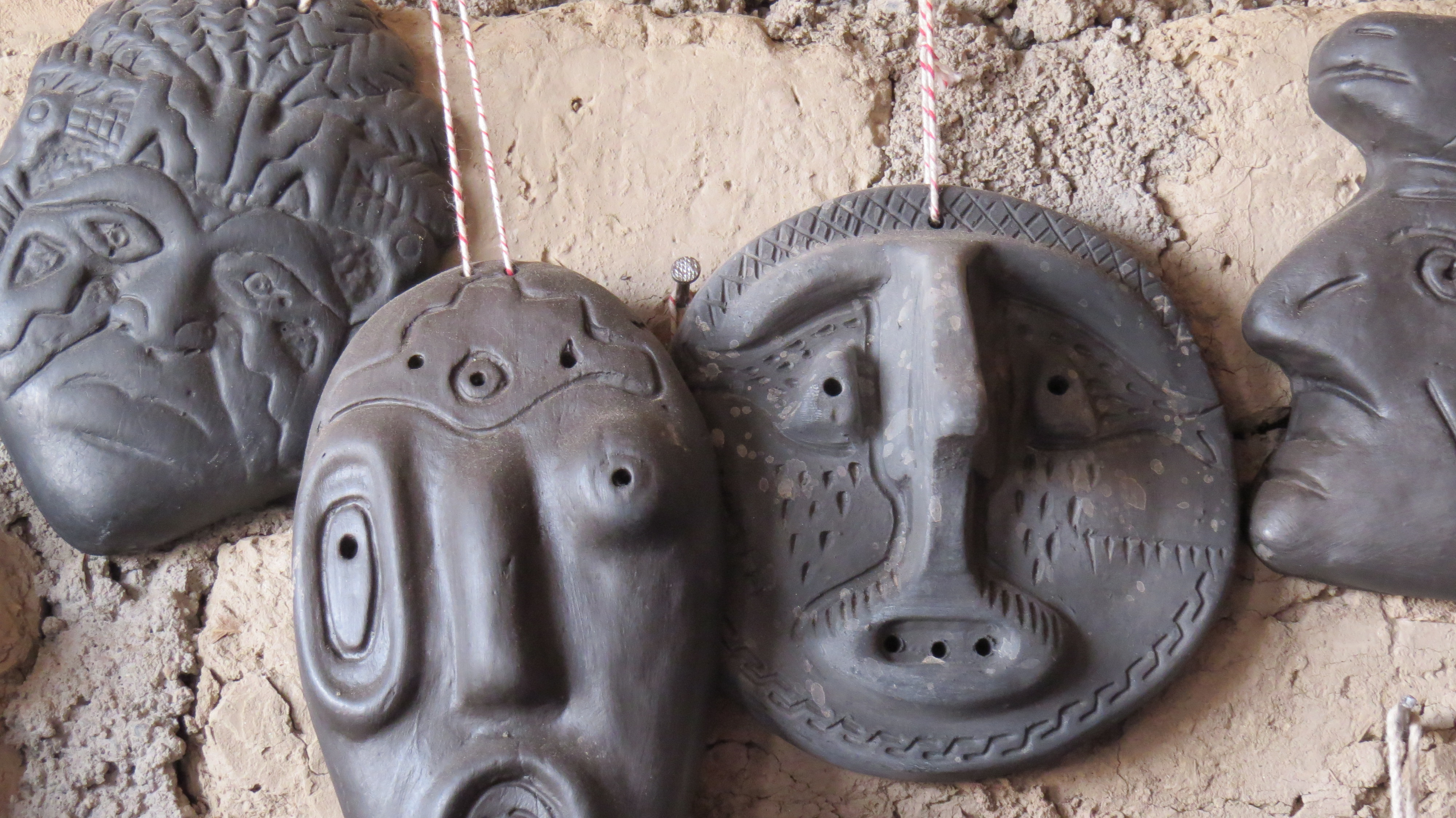

Se trata de una economía de tipo rural, con predominio de actividades primarias. La zona pese a declararse «comunidad indígena» es famosa por la producción de artesanías de origen europeo como exquisitos vinos caseros, alfajores, turrones y quesillos. Es el único punto de la provincia donde se produce vino patero, cuya limitada producción se realiza, aún hoy, a nivel artesanal.

Por sus características geográficas, la región presenta un gran potencial en vitivinicultura.

También son importantes las producciones artesanales de elementos textiles (ponchos, matras etc) en telares artesanales y con tinturas artesanales y lanas de ovinos caprinos y auquenidos.

También merece su renombre la cerámica negra (muchas veces con obras de verdadera coroplastia): la cerámica negra amaicheña se basa en figuras a partir de "chorizos" frescos de arcilla con los cuales se modelan las piezas; si antes del horneado se pulen con una mezcla de agua y piedras tipo granza quedan brillantes si no quedan de una tonalidad mate; para que obtengan su color negro se las cuecen en hornos sencillos que constan de un pozo no muy profundo en cuyo fondo se pone la pieza de cerámica fresca o "cruda" la cual es cocida con un fogón (a fuego lento) de estiércol que se dispone sobre la pieza y el pozo.
En los últimos 10 años (1997-2007) Amaicha del Valle se posicionó a la vanguardia de los sitios turísticos en el centro-sur de los Valles Calchaquíes, donde compite, o se integra, al gran circuito que ofrecen las provincias de Tucumán, Catamarca y Salta. Con su clima privilegiado, su literal tranquilidad de pueblo chico, sus expresiones culturales, y la gran reserva natural y arqueológica del territorio de la Comunidad Indígena, puede decirse hoy, que la primera industria amaicheña es y será por mucho tiempo el turismo, nacional e internacional.
Otro aspecto interesante de su economía es la producción artesanal de hilados naturales en oveja y llama, y tejidos en telar criollo, especialmente prendas como ponchos, aguayos, chulitos o frazadas, chales, bolsos y tapices. Esta tradición artesanal se remonta por siglos hacia el pasado, y todavía es natural que las niñas aprendan de sus madres, tías y abuelas, desde muy temprana edad, y al principio como un juego, el arte de la textilería.

## Turismo

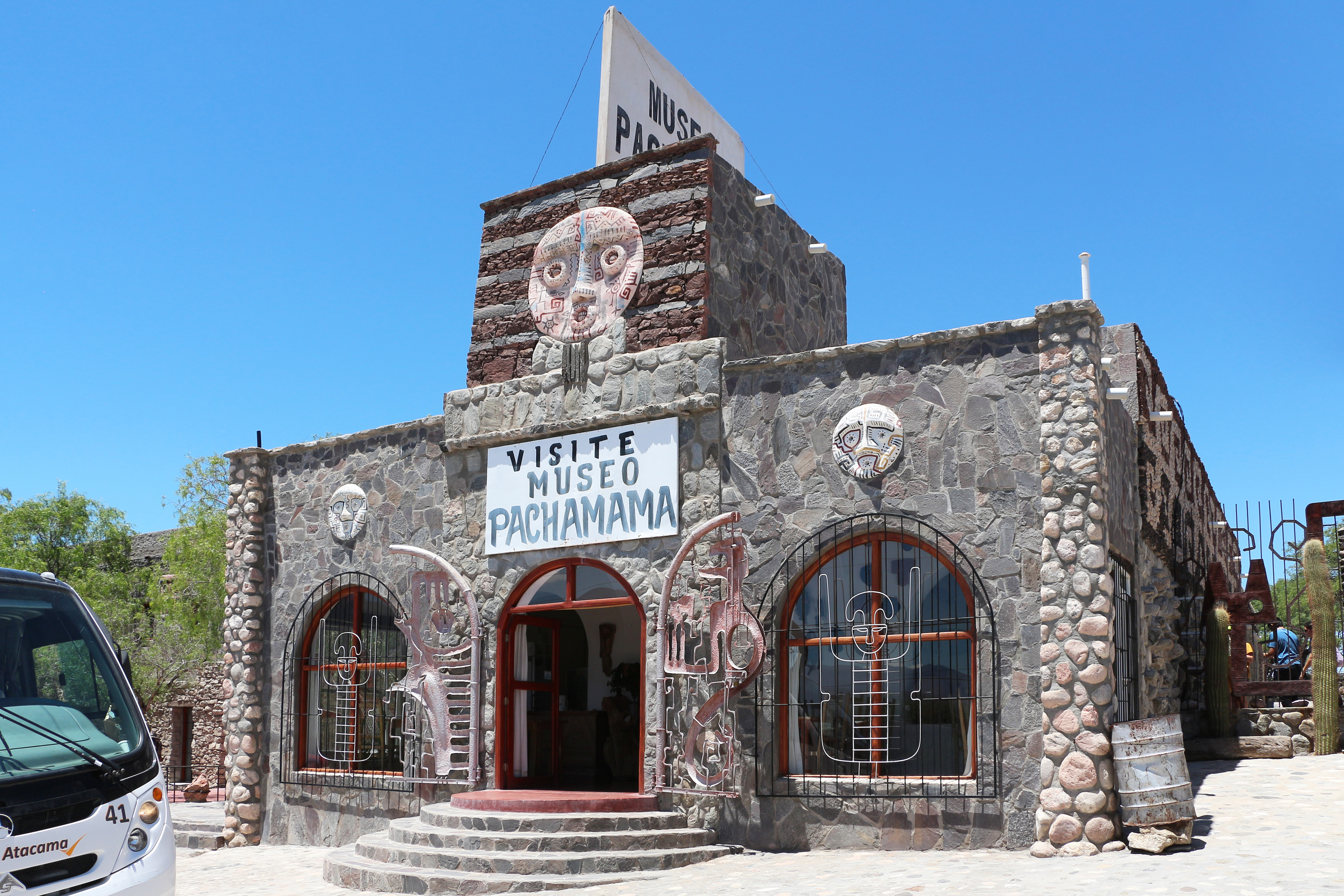
El museo local.

El valle donde se asienta Amaicha del Valle ofrece paisajes de gran belleza, y también un clima agradable y placentero debido a la poca humedad del ambiente y a la cantidad de días soleados (un promedio de 360 al año).
Anualmente, en febrero, se lleva a cabo el evento más importante de la comunidad originaria de la zona, La Fiesta Nacional de la Pachamama o "Madre Tierra". La Festividad coincide con las fechas de carnaval, dura una semana y en ella se agradece a la Madre Tierra y se le pide fertilidad para los ganados y los cultivos.

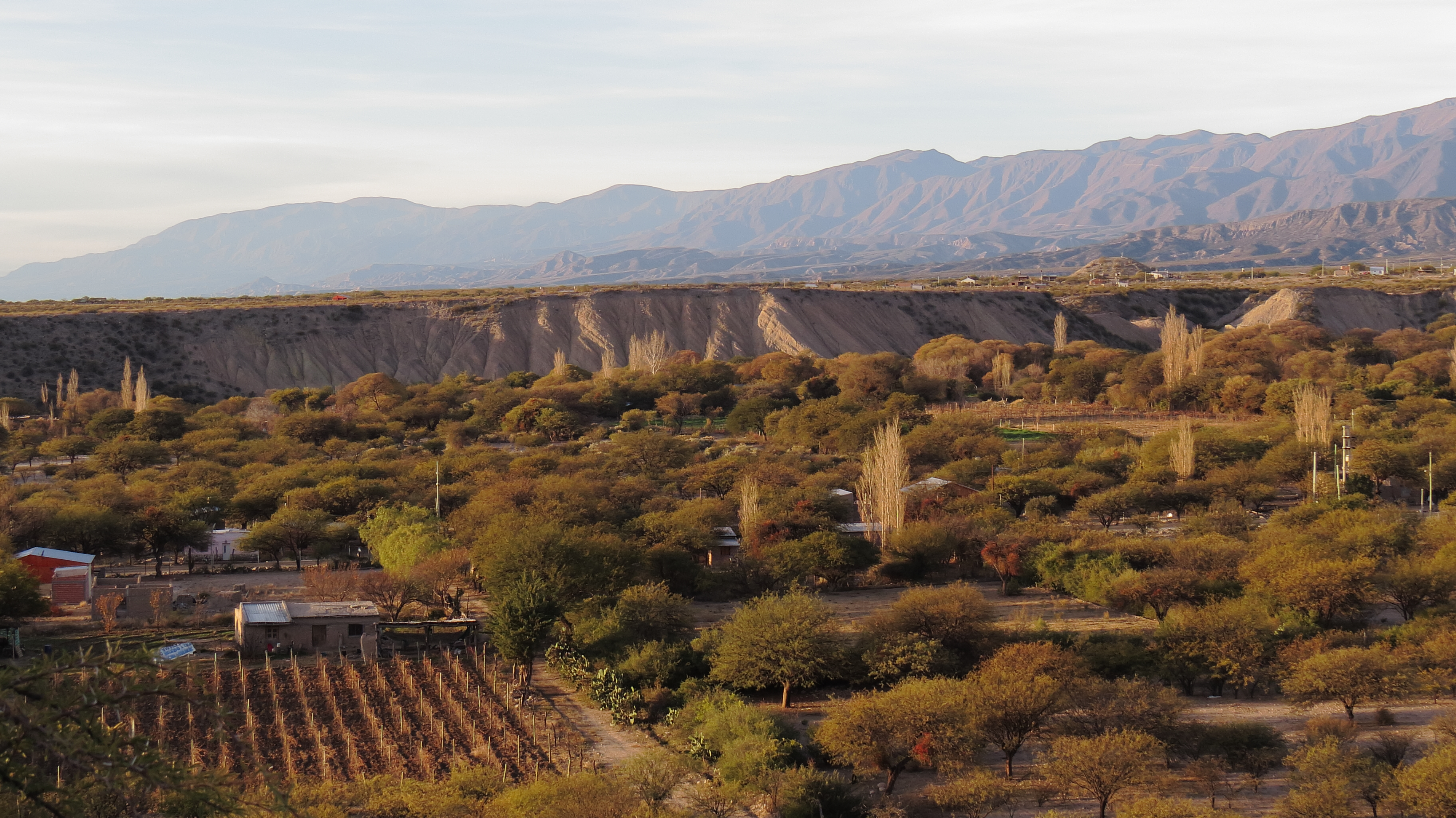

El último día de los festejos se elige una mujer entre las ancianas del lugar que asume el papel de la Pachamama. Lujosamente vestida, es acompañada sobre un carro por la Ñusta, una joven doncella símbolo de la fertilidad, el Yastay, dios de los animales y de la caza y el Pujllay, espíritu alegre del carnaval, semejante a un fauno. La Pachamama ofrece vino de la nueva cosecha a los participantes y recibe el saludo de ellos y de las autoridades.
En cuanto a la infraestructura turística, se encuentra en incipiente desarrollo y aún no se encuentra lo suficientemente preparada para recibir gran cantidad de visitantes.

### Plaza principal e iglesia
- El centro del pueblo es la plaza de San Martín, y a su alrededor se ubican los edificios públicos, como la sede de la Comuna Rural, la iglesia, la Caja Popular de Ahorros y un Centro de Atención Primaria de la Salud.

### Complejo de museos Pachamama
- Ocupa 1 ha, con 3.000 m cubiertos, se ven reproducciones de objetos del 800  a.  C., del Valle Calchaquí. Se construyó, en tamaño natural, una vivienda con sus habitantes, utensilios y murales con escenas de la vida cotidiana de los originarios. Hay salas de Geología, Antropología, Textiles, Pintura. Es obra del artesano, escultor y empresario local Héctor Cruz (quien en los años 1990 construyó un polémico hotel en las ruinas de los Quilmes; que según la Comunidad Indígena de los Quilmes fue construido sin realizar estudios de impactos previos y sin su consentimiento). Este complejo hecho con piedras de la zona exhibe la arqueología, geología y arte de la misma. Es un Museo privado y expresa la particular interpretación del autor, por lo que se trata de una obra polémica y cuestionada por los especialistas. Este carácter de museo privado no revestido de consenso científico no es advertido a los turistas en ningún momento, lo que profundiza la polémica.
- Cómo llegar: a la entrada del pueblo, en la RP 307

### Dique Los Zazos
- Laguna a 3 km al este de la plaza principal

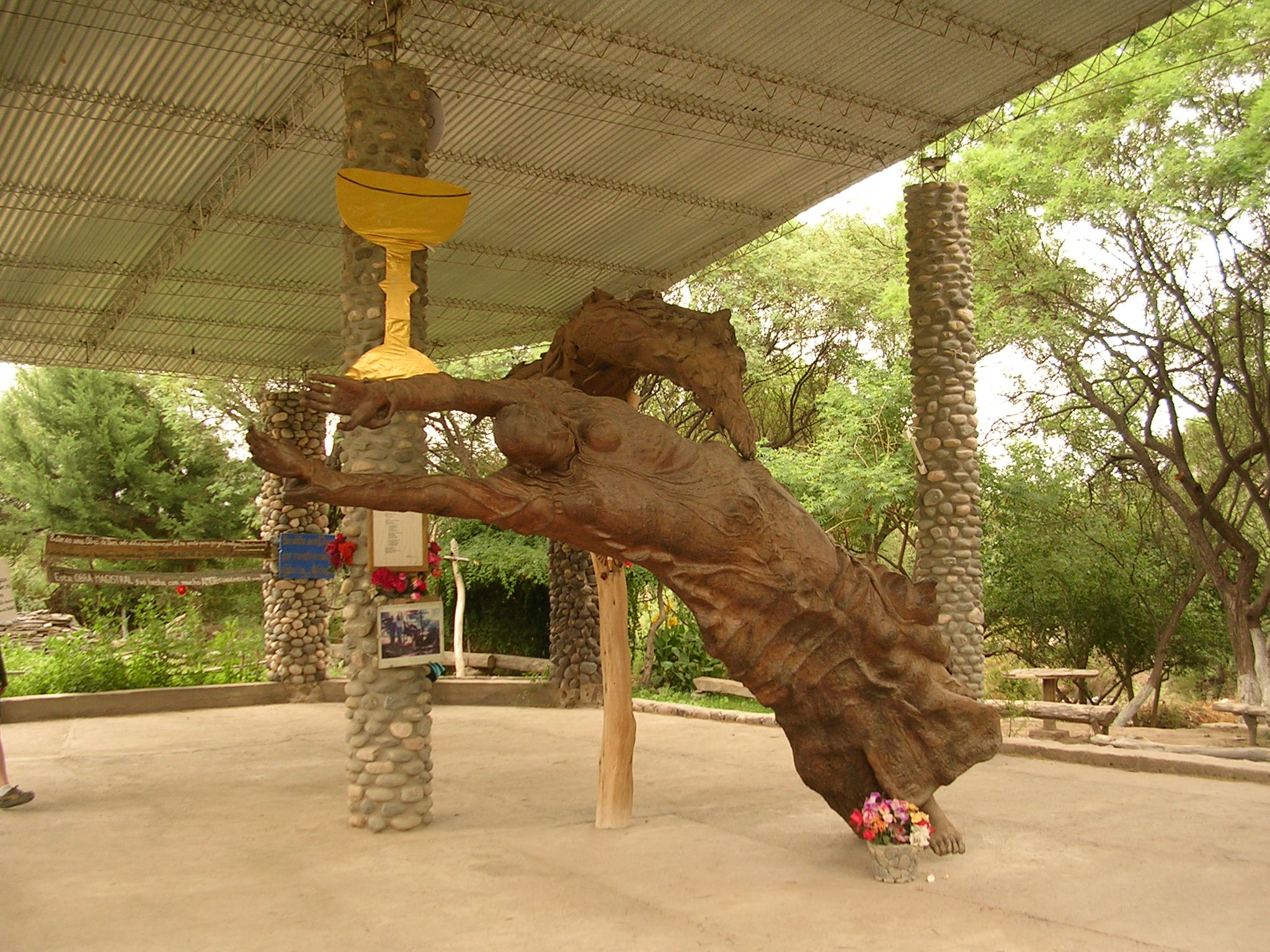
Virgen tallada.

### Dique Los Cardones
- A 17 km, se accede por RP 307; al pie de los cerros; excelente para la pesca deportiva (truchas arco iris)

### Virgen tallada
- Obra del escultor alemán Ludwig Schumacher, quien planeaba realizar una escultura de una virgen en cada uno de los continentes como regalo para la humanidad después de terminar su obra en Tucumán se fue rumbo a Kenia, África y a otros países del mundo, donde continúa realizando obras de la virgen talladas en madera.

### Ruinas de los Quilmes
- A 18 km al noroeste por RP 357, luego ruta 40 y nuevamente RP 357.

- Las ruinas de Quilmes representan el último bastión de resistencia indígena contra la conquista realista.

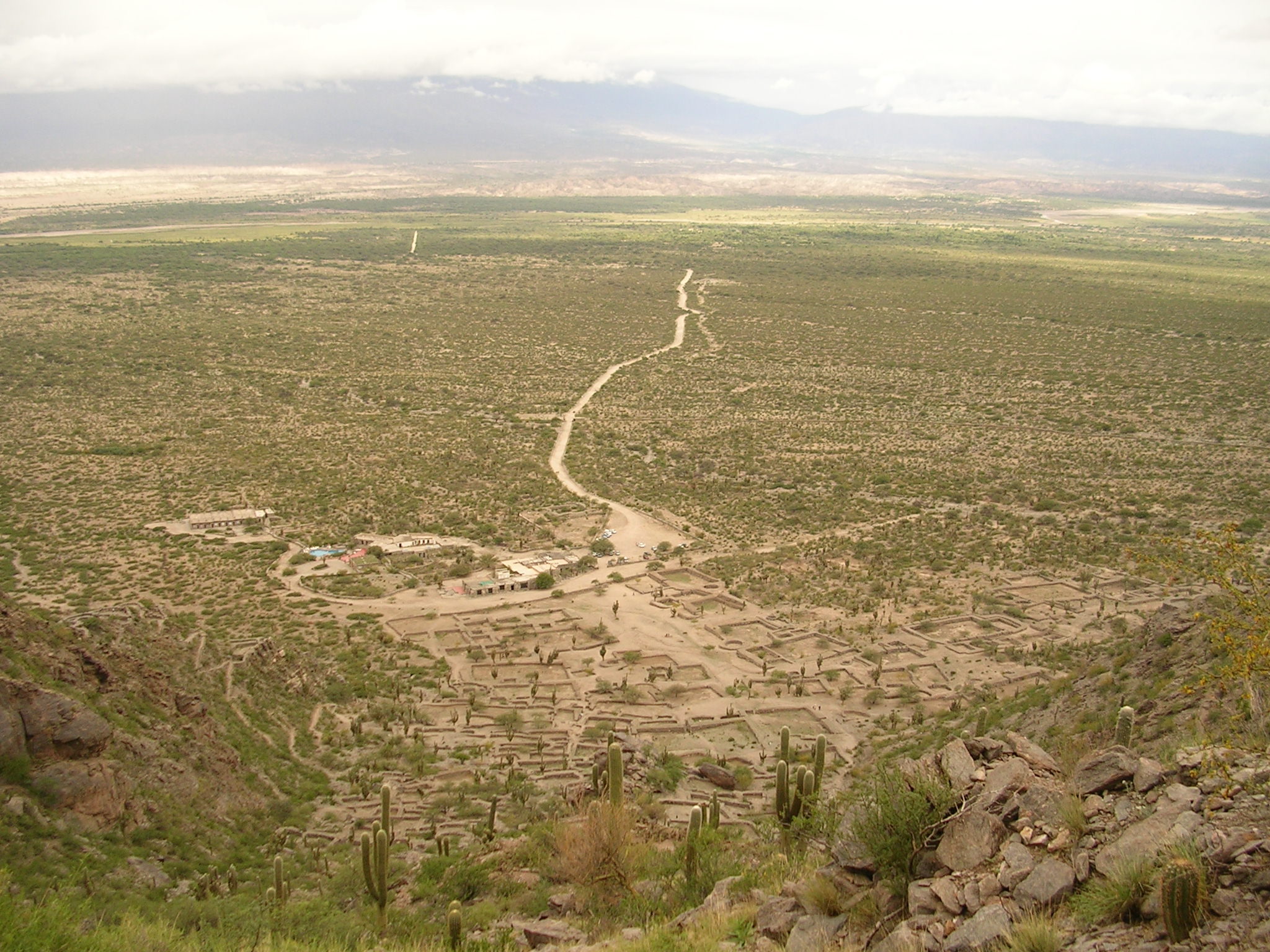
Ruinas de Quilmes vista desde el pico más alto. Desde allí los indios Quilmes vigilaban la llegada de tribus enemigas o de los colonizadores españoles.

- Los Quilmes fueron un poblado Calchaquí (800) que llegó a alcanzar gran desarrollo social y económico. Fue uno de los más importantes asentamientos prehispánicos de los calchaquíes, que estuvieron allí desde el 800. En el siglo XVII llegó a tener 3.000 habitantes en el área urbana y 10 000 en los alrededores. En la falda del cerro se advierten las reconstrucciones de la zona Ruinas de Quilmes vista desde el pico más alto. Desde allí los indios Quilmes vigilaban la llegada de tribus enemigas o de los colonizadores españoles.residencial, rematada por una fortaleza situada en la cima y dos fortines a ambos costados, sobre la cornisa. Una serie de pasillos permiten la visita guiada del complejo, que fue el último bastión de la resistencia aborigen ante el avance español y que claudicó recién en 1667, tras lo cual 1700 sobrevivientes fueron trasladados a pie hasta las proximidades de Buenos Aires (la actual ciudad de Quilmes), adonde llegaron apenas 400.

- La ciudadela, construida en la ladera del cerro Alto del Rey y los canchones aterrazados para el cultivo y el aprovechamiento del agua dan muestra del alto grado de complejidad y riqueza cultural alcanzado por este pueblo.
- Es uno de los sitios arqueológicos más polémico del país, ya que se la reconstruyó con los restos de la ciudad sagrada de los Quilmes. Además, el sitio está envuelto en otra polémica (económica y de corrupción estatal-privada) por la privatización de los servicios y el mismo museo a manos del empresario Héctor Cruz.
- El Museo ”Ruinas de Quilmes”, exhibe material obtenido de las excavaciones. En el lugar hay un hotel dotado de excelentes comodidades. Este hotel está en el centro de la polémica sobre la preservación del patrimonio ya que fue construido sobre las ruinas aún sin investigar y sin ninguna supervisión de arqueólogos.

### Observatorio Astronómico Ampimpa
Se encuentra a 10 km de Amaicha del Valle, sobre la RP 307, a 2560 m de altura. Fue fundado en 1985 para estudiar el Cometa Halley en su último paso por la Tierra. Está emplazado en un balcón natural al valle de Santa María, enfrentando a las sierras de Quilmes o del Cajón, y 

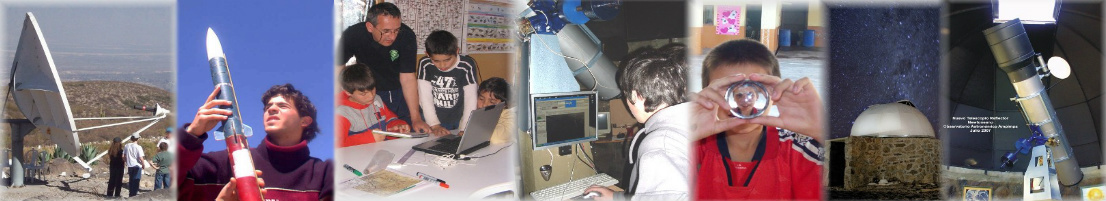
Imágenes de los Campamentos Científicos en el Observatorio Astronómico Ampimpa

 mirando simultáneamente a las provincias de Tucumán, Catamarca y Salta. Las características geográficas brindan

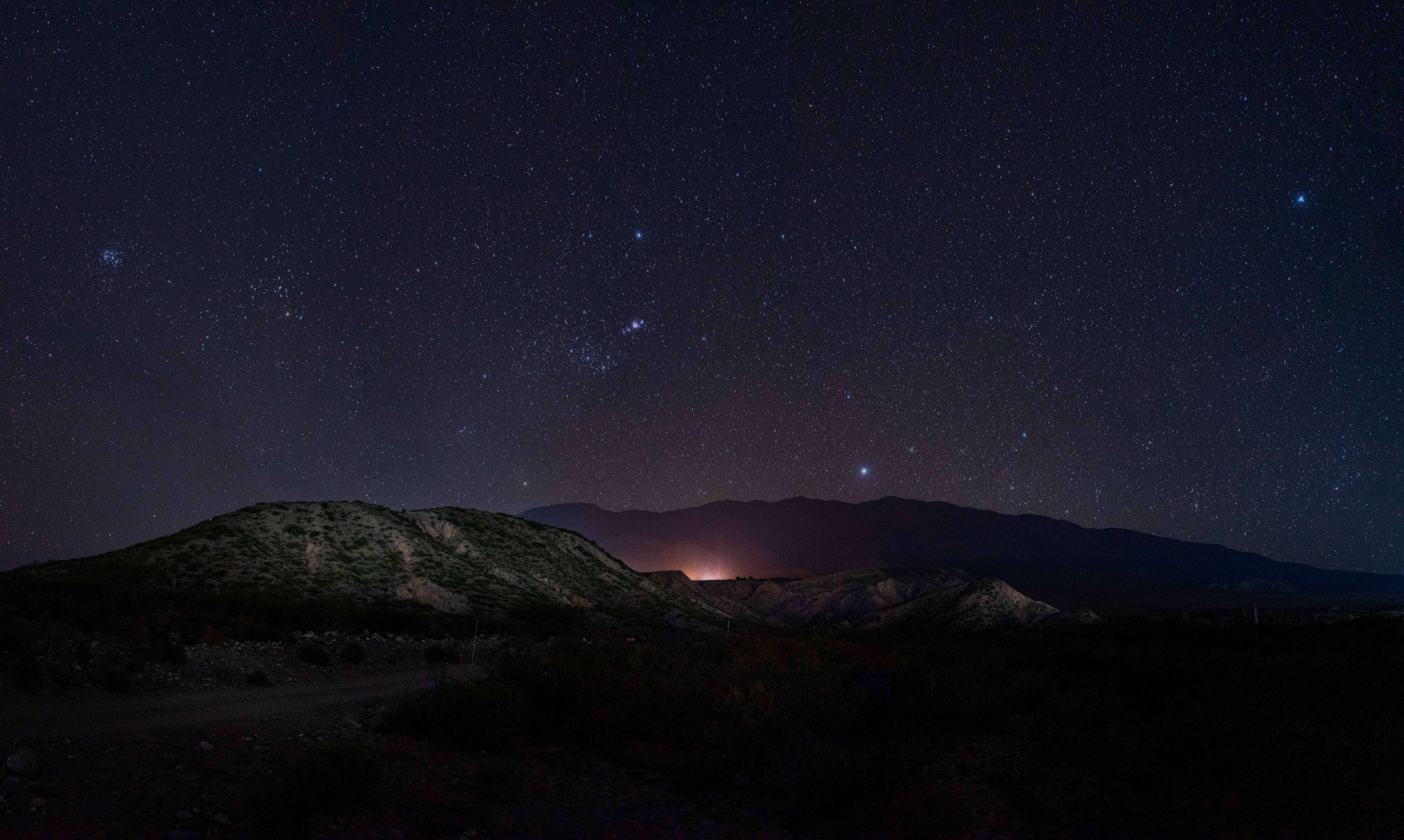
Panorámica del cielo limpio de contaminación lumínica en Amaicha del Valle. El pequeño punto de luz cálida es el resplandor de las luces de Ampimpa en una foto de larga exposición.

un cielo diáfano, en forma casi permanente, sin polución ambiental ni contaminación lumínica, lo que permite la realización de observaciones en condiciones óptimas. Ofrece visitas guiadas y Campamentos Científicos Educativos para grupos de alumnos de colegios. Desde 2011 está reconocida como Institución de Formación Profesional Docente por el Ministerio de Educación y en ese marco realiza Campamentos de Formación Docente en el Área de Ciencias.

### Eco Museo de Fundación Amauta
- Es un Museo y Escuela Cultural que rescata el origen del pueblo amaicheño a través de la enseñanza, la educación y la transmisión de los valores culturales de la región.

- Se encuentra en Los Zazos, a 3 km de Amaicha.

## Organizaciones culturales

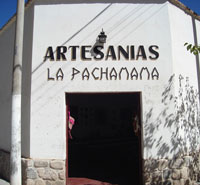
Cooperativa La Pachamama

### Cooperativa La Pachamama Ltda.
Fundada el 10 de noviembre de 1986 por un grupo de artesanos y agricultores de Amaicha del Valle, Los Zazos, Santa María, Quilmes y Ampimpa, con el nombre de "Cooperativa de Provisión para Trabajadores Artesanos Regionales La Pachamama Ltda." y matrícula nacional n.º 11.637, el local de exhibición y ventas de artesanía regional está ubicado en la esquina noroeste de la plaza principal de Amaicha del Valle, en las esquinas de San Martín y Miguel Aráoz. Cuenta con una exhibición permanente de los saberes artesanales de la región, de entrada libre y gratuita, en la cual se pueden adquirir verdaderas artesanías a precio justo y sin intermediarios.

### Biblioteca Popular Amado Juárez
La biblioteca popular Amado Juárez es una biblioteca popular de Amaicha del Valle, Tucumán, Argentina. Fue la primera biblioteca de este pueblo, y la más antigua del interior de la provincia. Iniciada hacia 1906 por obra de Francisco Amado Juárez, fue fundada oficialmente el 1 de abril de 1907 teniendo más de cien años de historia. Además de funcionar como biblioteca, la institución realiza actividades culturales en coordinación con los habitantes de Amaicha del Valle. Una de estas es la participación en los Centros Comunitarios de Defensa de los Derechos cuyo objetivo es proteger los derechos de los pueblos originarios en materias como la defensa laboral, violencia familiar, orientación jurídica, presentación de notas y formas de resolver conflictos. 

## Parroquias de la Iglesia católica en Amaicha del Valle
| Prelatura territorial | Cafayate         |
| --------------------- | ---------------- |
| Parroquia             | San Ramón Nonato |